# Maronsa
Maronsa (en grec antic Μάρωνσα) era una petita ciutat de Mesopotàmia, la darrera a la que va arribar Julià l'Apòstata amb el seu exèrcit, just abans del combat en el qual va morir. És probablement la mateixa que Ammià Marcel·lí anomena Maranga, però la situació exacta es desconeix.